# Bessenyey Zoltán
Bessenyey Zoltán (Budapest, 1978. január 6. -) autóversenyző, autós szakújságíró, televíziós műsorvezető. 2013-ban első magyar ralipilótaként szerzett Európa-bajnoki címet European Rally Championship (ERC) www.fiaerc.com, amelyet 2014-ben megvédett.
- 2016-ban egy súlyos balesetben csigolyatörést szenvedett és kerekesszékbe kényszerült.
- 2021-ben francia bajnoki címet szerzett Handikart gokartban. French Federation of Automobile
- 2023-ban belépett a paraatléták közé. MPB Atlétika[halott link]

Autós szakújságírói karrierjét, 1999-ben az Autó Motor kétheti lapnál kezdte, majd 2001-től az Autó Modell Sport és  az AMS magazin havilapoknál folytatta. Az elektronikus médiában a 2005-ben indult Garázs.TV autós televíziós magazinműsor és a Laptiming csatorna, illetve kommunikációs brand tulajdonosi és alkotó csapatának a kezdetektől tagja.

## Pályafutása

### Korai évek

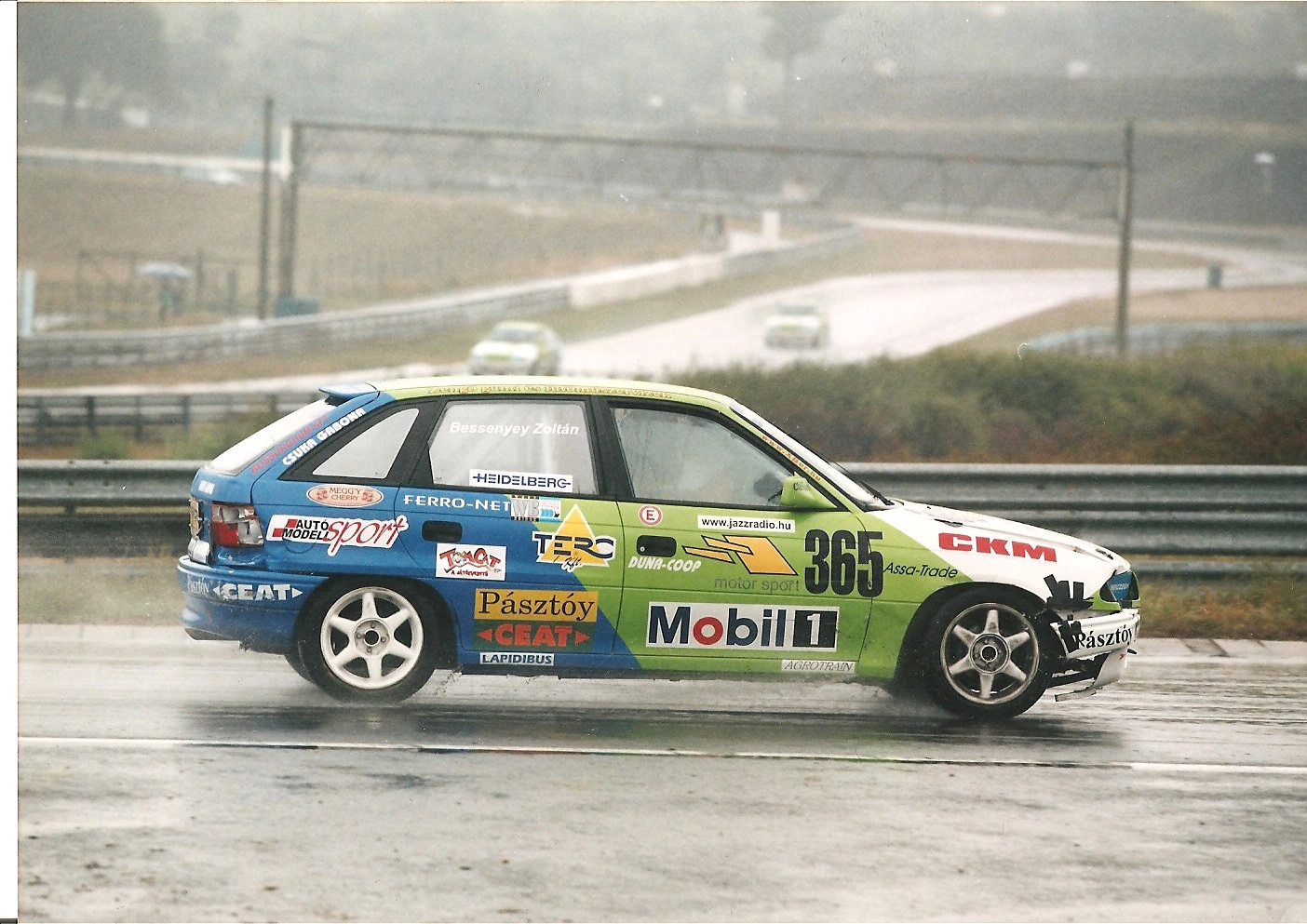
Sokan kezdték autós karrierüket az Opel Astra Classic Kupában

Testnevelés/rekreációs diplomájával a zsebében nem a tanítás, hanem az autós újságírással kötelezte el magát. Ennek kapcsán dolgozhatott az Autó Motornál majd az AMS Magazinnál, amelynek főszerkesztőjévé vált. Az autós újságírás kapcsán nyílt lehetősége a gyakorlatban is próbára tenni magát az autósportban, amelyhez a Zengő Motorsport Zengő Zoltán nyújtott lehetőséget 2002-ben.
A gyorsasági autósport Opel Astra Classic Kupa jelentette a kezdetet. 2003-ban jött a Renault Clio Kupa, amely már ígéretes eredménnyel zárult. 2004 év végén egy Mikulás ralin való indulással elkezdődött ralis pályafutása.

## Rali

### 2005-2006: start
Az első ralis évadhoz, egy széria csoportba (N) tartozó Opel Astra OPC -vel az Opel Magyarország, valamint az Itermédia Motorsport (későbbiekben Tagai Racing Technology) nyújtott támogatást. M agyar Nemzeti Autósport Szövetség www.mnasz.hu

### 2007-2008: nemzetközi sikerek, rossz géposztály
Alapvetően az Opel Magyarország inspirálta váltásnak köszönhetően érkezett el 2007-ben a dízelezés. Hadik András épített az Astra GTC CDTi-ből versenygépet, amellyel Szlovákiában, az Eurobus Rally Roznava versenyen megszerezte első kategóriagyőzelmét. A 2008-as szezonban a magyar bajnokságban Murvabajnoki címet szerzett géposztályában.

### 2009-2010: két bajnoki cím egycsapásra, világbajnokság
2009-ben a szlovák www.ewrc-results.com és magyar N/3 géposztály bajnoki címét www.ewrc-results.com  szerezte meg. 2010-ben a világbajnoki szereplés jelentette a legnagyobb kihívást. A bulgáriai WRC futamon a valaha elért legjobb dízel eredményt produkálva végzett az abszolút 22. helyen. World Rally Championship Az év második felében autóváltás következett, egy Citroen C2R2 Max-re.

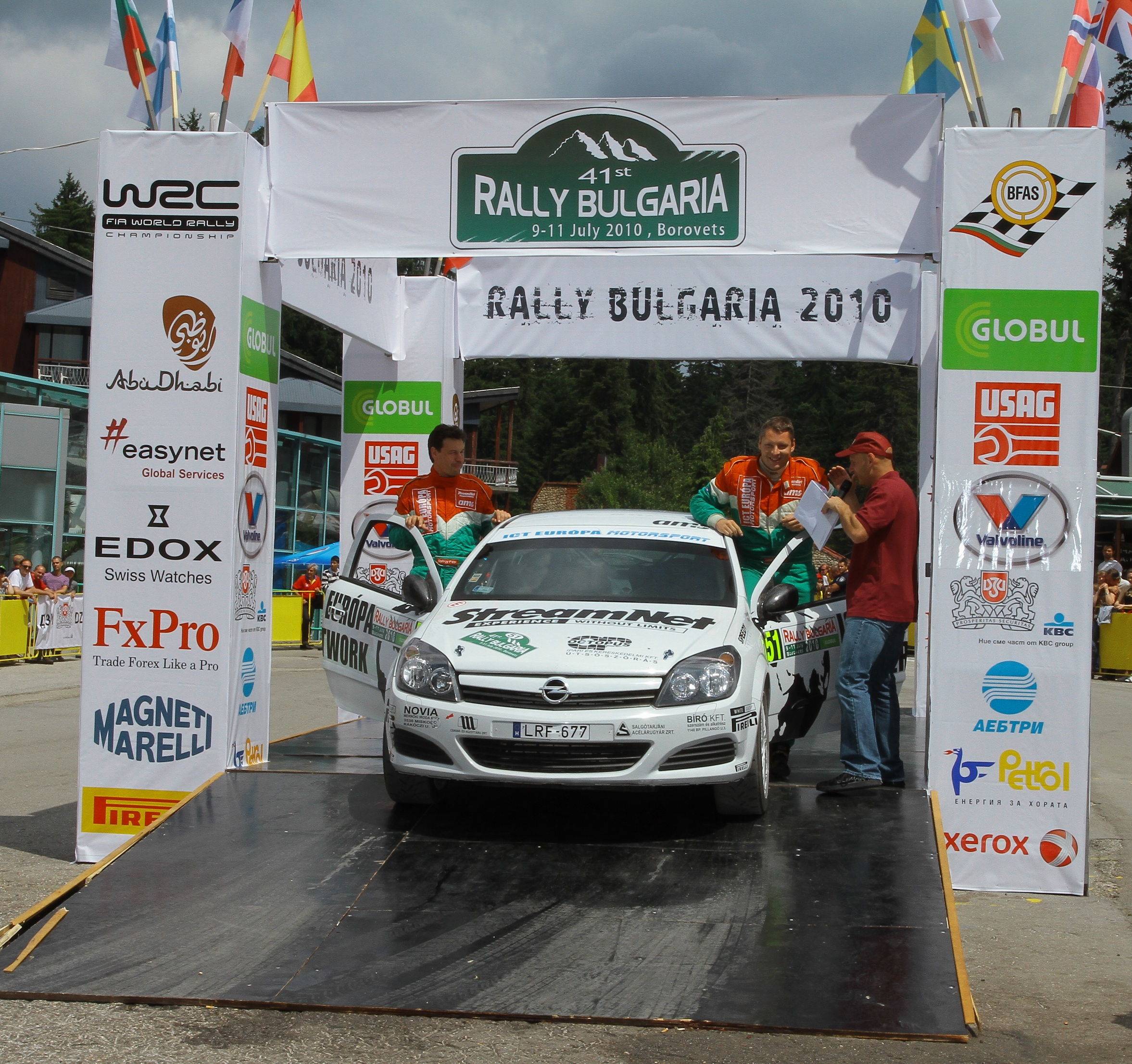
A legjobb dízeles WRC eredmény

### 2011-2012: bajnoki címek

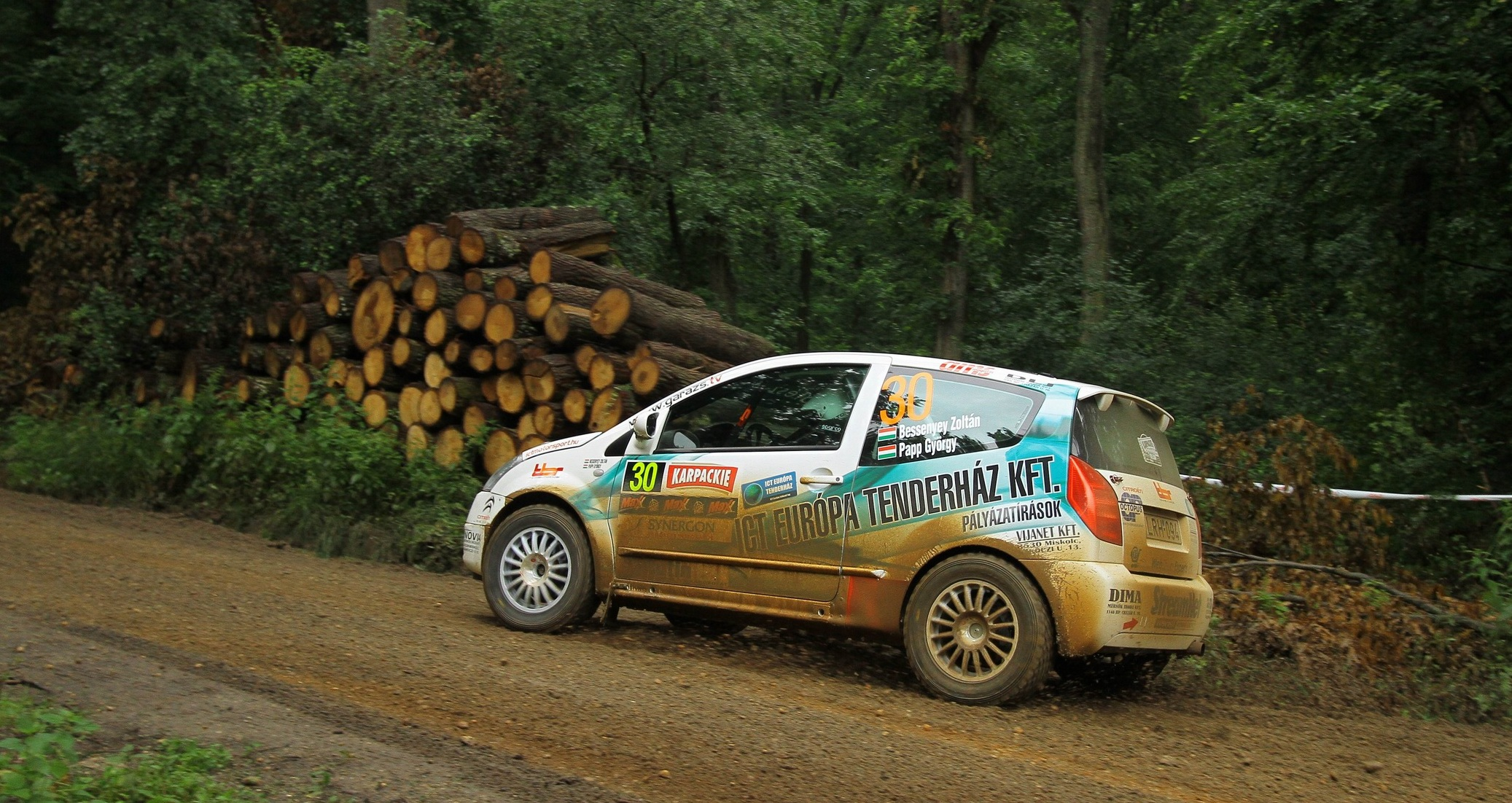
A kis méregzsák Citroennel

2011-ben a 2WD kupa mellett a géposztály és murvabajnok címet is megszerezte, www.mnasz.hu A következő évben egy Subaru Imprezával a széria autók CEZ www.cez-motorsport.com bajnoki címét érte el. 

### 2013-2014: Európa-bajnok

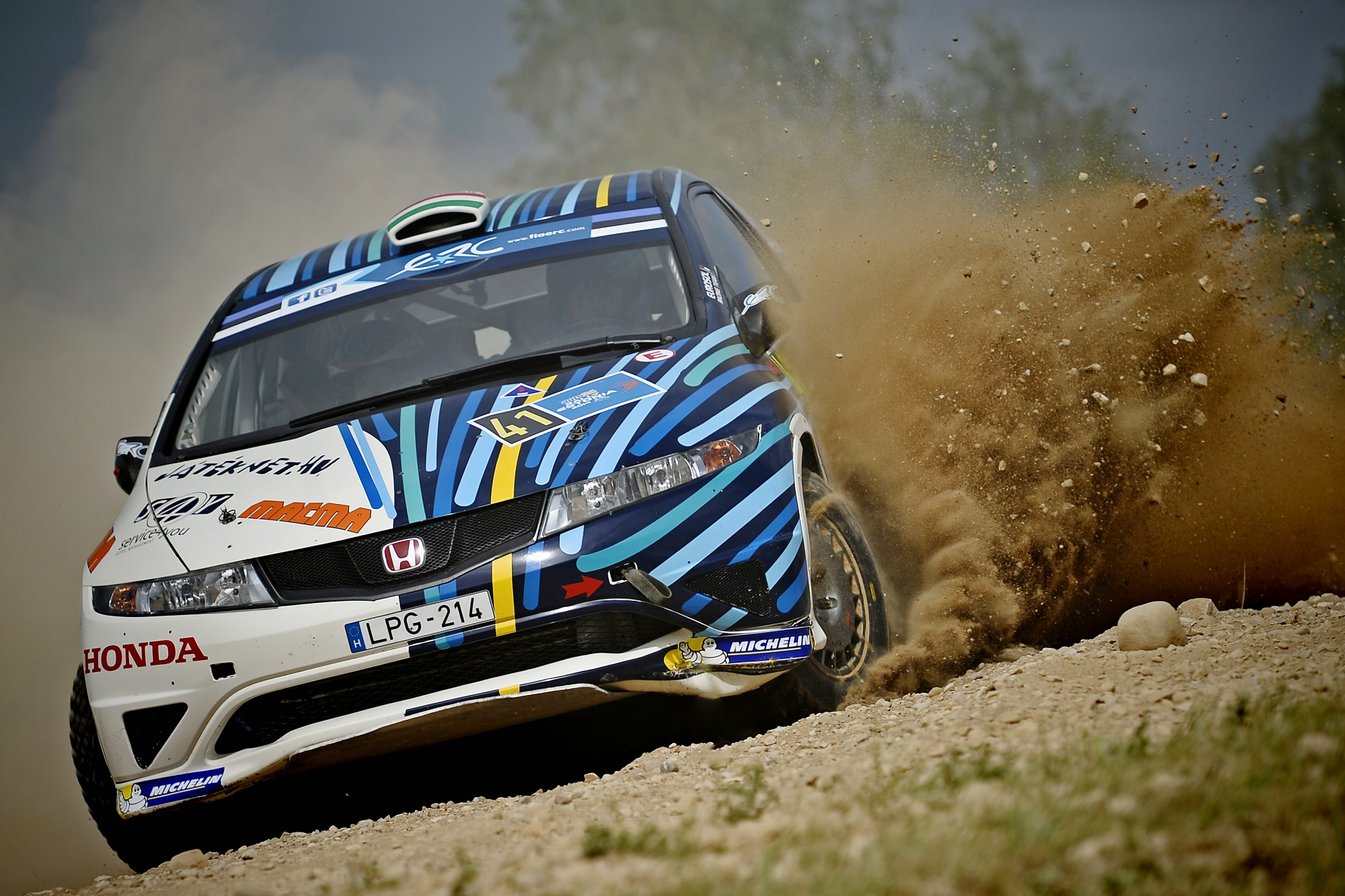
Ralitörténelem az első hazai 2WD ERC cím megszerzése

2013-ban a Honda karolta fel, a Honda Magyarország és részben gyári támogatottként a JAS Motorsport tette lehetővé, hogy az Európa-bajnokság  www.fiaerc.com Archiválva 2013. augusztus 2-i dátummal a Wayback Machine-ben felé vehesse az irányt. A 2WD Európa-bajnoki cím megszerzésével  a bizalmat gyorsan meghálálta. A magyar ralisport történetében is mérföldkő volt ez az eredmény, hiszen első alkalommal szerzett magyar pilóta Európa-bajnoki címet. 2014-ben sikerült megvédenie 2WD ERC címét .

### 2015-2016: 2WD tovább és dráma
2015 újabb autóváltást hozott. Érkezett egy Renault Clio R3T és vele egy CEZ 2WD Central European Zone bajnoki  cím. 2016-ban az ERC mezőnyében egy újabb címszerzésre készült, két fordulót követően a bajnokság élén állt. www.ewrc-results.com 
2016. június 8. Sóly külterület. A Veszprém ralira készülők tesztjén egy versenyautó navigátori székében ülve gerinctöréssel végződő balesetet szenvedett, amelynek következtében kerekesszékbe kényszerült.

## Handikart és egyebek

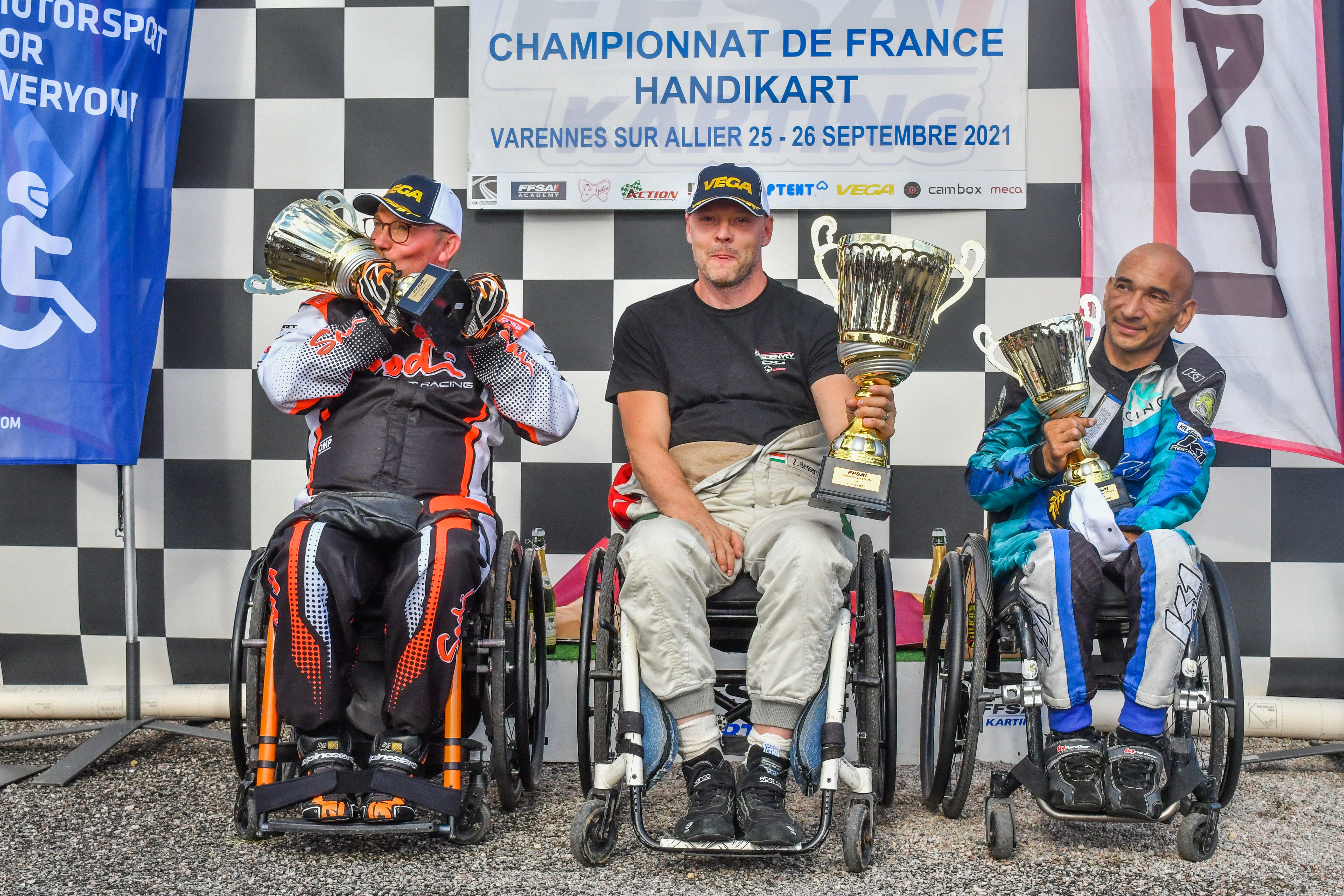
Szörnyű balesete után három évvel ismét bajnoki címet szerzett

### 2019-: újra bajnok
Egy éves kórházi rehabilitációt követően szerepet vállalt a nemzetközi szövetség (FIA) fogyatékosokkal és akadálymentesítéssel foglalkozó bizottságában (FIA Disability and Accessibility Commission) Egy speciálisan a számára átalakított versenygokarttal pedig elkezdte a Handikart versenyzést. 2021-ben a különleges francia sorozat H4 kategóriájában  (négy végtag-sérülésben érintett sportolók) bajnoki címét szerezte meg. www.ffsa.fr

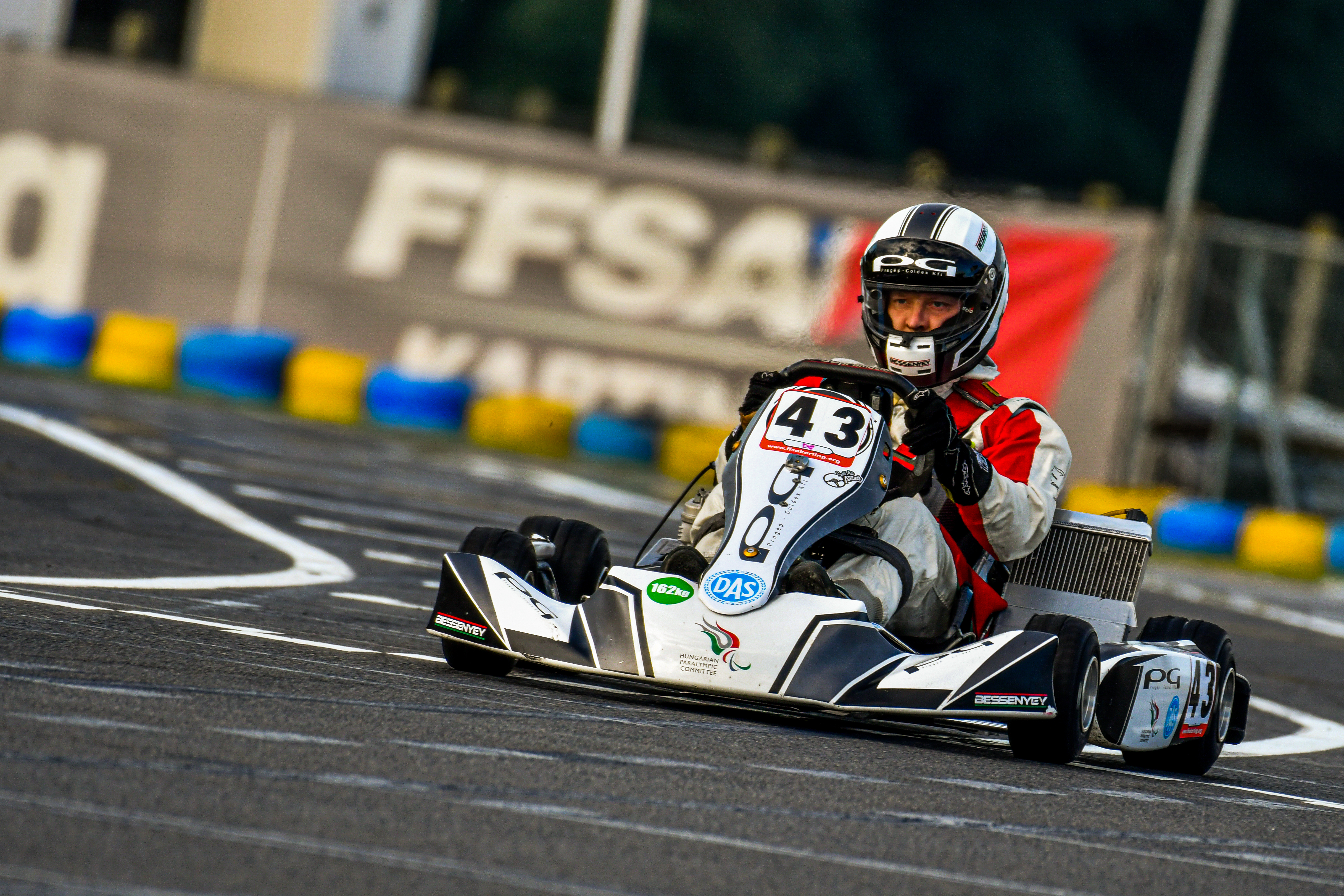
A speciálisan átalakított versenygokarttal

## Könyv

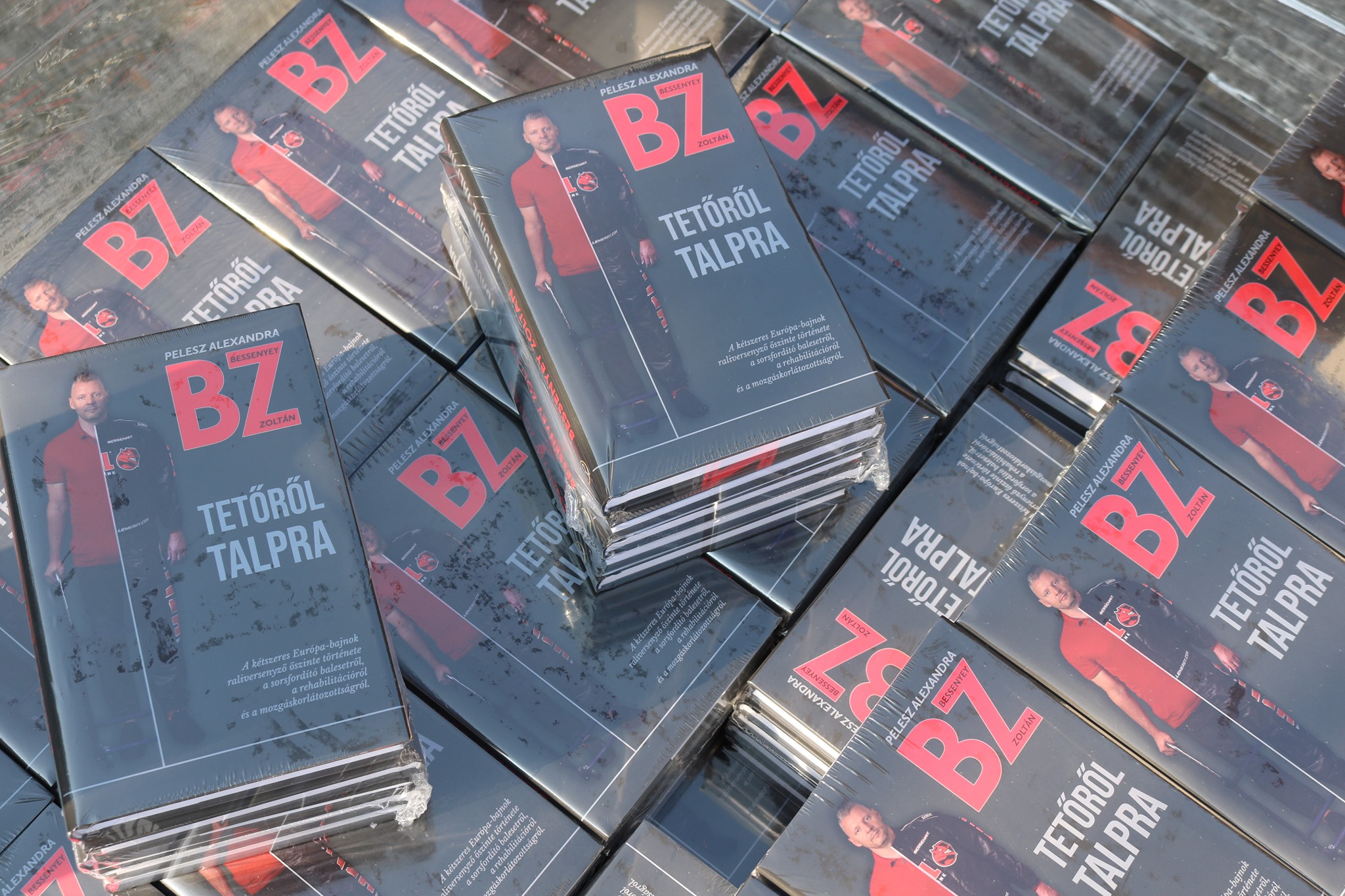

2020 szeptemberében Pelesz Alexandra költő- írónő együttműködésében megjelent a Tetőről talpra című könyv, amely különleges formában és nézőpontokból dolgozza fel az élsportoló balesetét, majd az azt követő rehabilitációt.

## Paraatlétika

### 2023: start

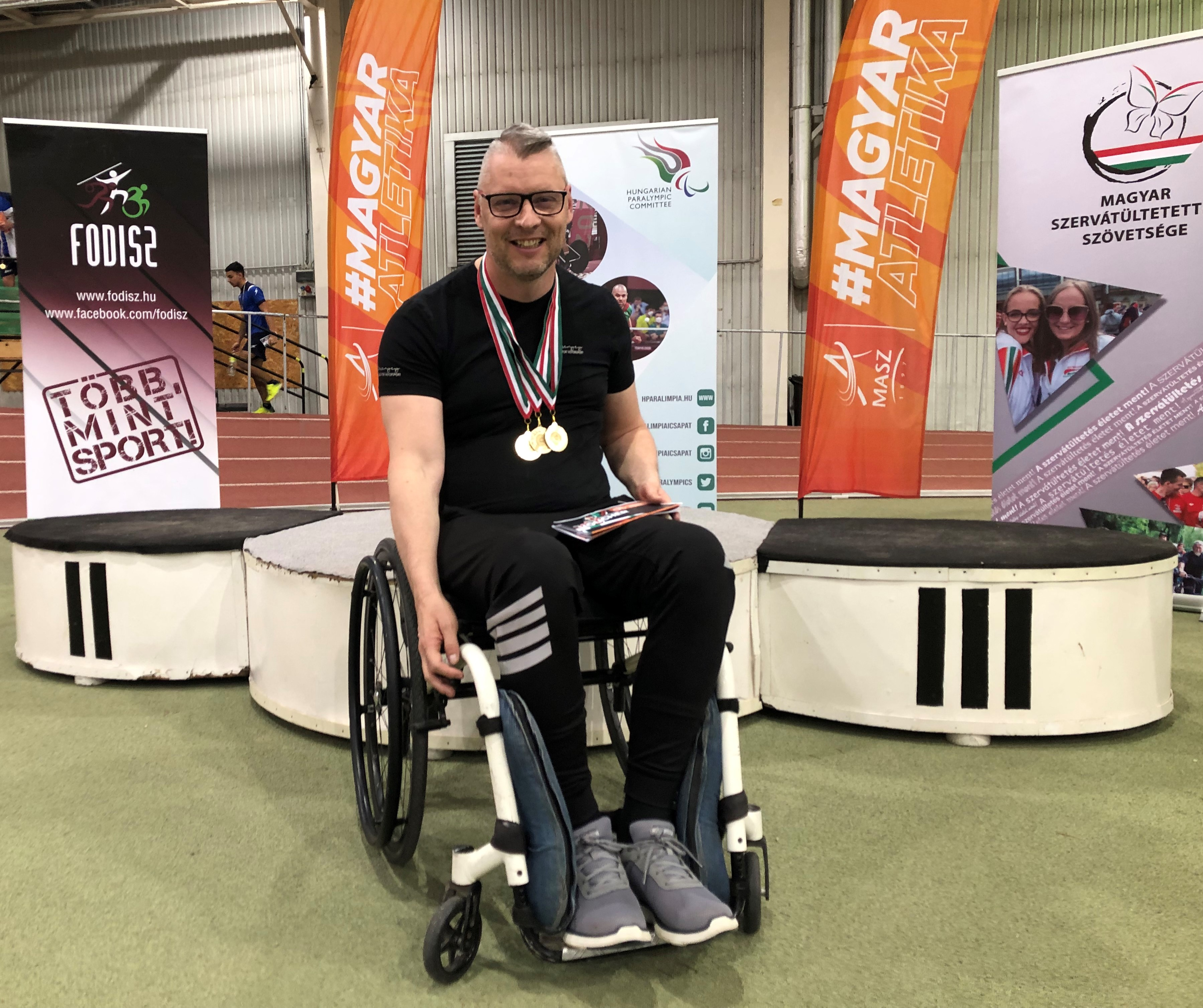
Új versenypálya

Egy igazi, kihívásokat kereső sportember nem maradhat cél nélkül…

## Navigátorai
| Név                   | dátum                              | versenyautó                                |
| --------------------- | ---------------------------------- | ------------------------------------------ |
| Tóth Zoltán           | 2004-2006                          | Honda Civic Vti, Opel Astra OPC            |
| Kerekes József 'Joti' | 2005 Rally Kosice                  | Opel Astra OPC                             |
| Kiss Ágnes            | 2005 OTP-Garancia Rallye           | Opel Astra OPC                             |
| Papp György           | 2007-2011                          | Opel Astra GTC CDTi, Citroen C2R2 Max      |
| Nyirfás Julianna      | 2011 Rallye du VAR                 | CCitroen C2R2 Max                          |
| Nyirfás Julianna      | 2012-2014                          | Subaru Impreza N12B, Honda Civic Type-R R3 |
| Kertész Krisztián     | 2012 Szendrő Rali, Rajd Rzeszowszi | Subaru Impreza N12B                        |
| Papp György           | 2012 Miskolc Rali, Rallye Kosice   | Subaru Impreza N12B                        |
| Papp György           | 2015                               | Renault Clio R3T                           |
| Berendi Dávid         | 2016                               | Renault Clio R3T                           |

## Mérföldkövek
| év   | eredmény                                       | versenyautó           |
| ---- | ---------------------------------------------- | --------------------- |
| 2008 | Országos Rali Bajnokság, Murvabajnok           | Opel Astra GTC CDTi   |
| 2008 | Szlovák Rali Bajnokság, N/3 géposztály bajnok  | Opel Astra GTC CDTi   |
| 2009 | Országos Rali Bajnokság, N/3 géposztály bajnok | Opel Astra GTC CDTi   |
| 2010 | World Rally Championship, abszolút 22.         | Opel Astra GTC CDTi   |
| 2011 | Országos Rali Bajnokság, 2WD bajnok            | Citroen C2R2 Max      |
| 2011 | Országos Rali Bajnokság, 6. géposztály bajnok  | Citroen C2R2 Max      |
| 2011 | Országos Ralibajnokság, Murvabajnok            | Citroen C2R2 Max      |
| 2012 | Central European Zone, Production Car bajnok   | Subaru Impreza N12B   |
| 2013 | European Rally Championship, 2WD bajnok        | Honda Civic Type-R R3 |
| 2014 | European Rally Championship, 2WD bajnok        | Honda Civic Type-R R3 |
| 2015 | European Rally Trophy, 2WD bajnok              | Renault Clio R3T      |
| 2015 | Central European Zone, 2WD bajnok              | Renault Clio R3T      |